# ヴォゴシュチャ

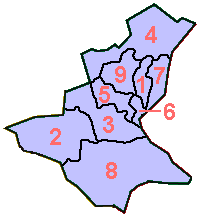
サラエヴォ県の行政区分。「9」がヴォゴシュチャ

ヴォゴシュチャ（ボスニア語:Vogošća、クロアチア語:Vogošća、セルビア語:Вогошћа）は、ボスニア・ヘルツェゴビナの基礎自治体であり、サラエヴォ郊外の一角を占めている。ボスニア・ヘルツェゴビナを構成する2つの構成体のうちボスニア・ヘルツェゴビナ連邦に属し、サラエヴォ県に含まれる。サラエヴォの中心部から6キロメートルほど北に位置しており、総面積はおよそ72平方キロメートルである。

## 住民

### 1971年
1971年の国勢調査によると、ヴォゴシュチャには14,402人が居住していた。
- セルビア人 - 6,728人 (46,71%)
- ムスリム人 - 5,938人 (41,23%)
- クロアチア人 - 1,186人 (8,23%)
- ユーゴスラビア人 - 247人 (1,71%)
- その他 - 303人 (2,12%)

### 1991年
1991年の国勢調査によると、ヴォゴシュチャには34,647人が居住していた。
- ムスリム人 - 12,499人 (50,71%)
- セルビア人 - 8,813人 (35,75%)
- クロアチア人 - 1,071人 (4,34%)
- ユーゴスラビア人 - 1,730人 (7,01%)
- その他 - 534人 (2,19%)

そのうち、自治体の中心を成すヴォゴシュチャの町には、10,598人が居住していた。
- セルビア人 - 4,698人 (44.32%)
- ムスリム人 - 3,724人 (35.13%)
- ユーゴスラビア人 - 1,291人 (12.18%)
- クロアチア人 - 545人 (5.14%)
- その他 - 340人 (3.20%)

### 2002年
2002年の国勢調査によると、ヴォゴシュチャには19,894人が居住しており、うち17,686人はボシュニャク人（88.9%）、1,636人はセルビア人（8.2%）、452人はクロアチア人（2.3%）、120人はその他（0.6%）であった。セルビア人住民の多くはボスニア・ヘルツェゴビナ紛争中に迫害を恐れ、セルビア人の支配地域ではなかったこの地を去った。

### 2005年
2005年、住民の91%はボシュニャク人であった。

## 歴史
ヴォゴシュチャは1980年代には、サラエヴォ都市圏の一部として急速に繁栄した。フォルクスワーゲングループなどのドイツやスウェーデンの会社に関連する自動車産業、製造業などによって大いに発展し、1980年代末にはユーゴスラビア社会主義連邦共和国で2番目に製造業の盛んな自治体となった。
ヴォゴシュチャはボスニア・ヘルツェゴビナ紛争中にセルビア人住民が大規模に脱出し、荒廃した。デイトン合意によってヴォゴシュチャはボシュニャク人やクロアチア人を主体とするボスニア・ヘルツェゴビナ連邦の領域と定められた。その後、ヴォゴシュチャでは再建が進められ、産業も復興している。

## ヴォゴシュチャの地区と集落
- ヴォゴシュチャ1（Vogošća I）
- ゴヴォシュチャ2（Vogošća II）
- ブラゴヴァツ（Blagovac）
- ホトニ（Hotonj）
- コビリャ・グラヴァ（Kobilja Glava）
- セミゾヴァツ（Semizovac）
- スヴラケ（Svrake）
- ゴーラ（Gora）